# HMS Hereward
L'HMS Hereward (Pennant number: H93, stemma: nodo d'oro in campo rosso), prima unità intitolata a Hereward il Fuorilegge, fu un cacciatorpediniere della classe H della Royal Navy, affondato durante la seconda guerra mondiale. Impostato il 28 febbraio 1935 al High Walker Yard di Vickers Armstrong a Newcastle upon Tyne, fu varato il 10 marzo 1936 ed entrò in servizio il 9 dicembre 1936.
Il 10 maggio 1940, a seguito dell'invasione tedesca dei Paesi Bassi iniziata tre giorni prima, evacuò la regina Guglielmina dei Paesi Bassi in Gran Bretagna. Trasferito nel Mediterraneo, partecipò il 9 luglio alla Battaglia di Punta Stilo, durante la quale venne lievemente danneggiato da una salva lunga della nave da battaglia italiana Giulio Cesare. Il 17 agosto seguente partecipò al Bombardamento di Bardia e un mese dopo fece parte della scorta alla portaerei Illustrious che aveva il compito di lanciare un raid aereo contro il porto italiano di Bengasi.
L'8 ottobre seguente partecipò alla scorta al convoglio MB-6 diretto a Malta da Alessandria d'Egitto, che giunse a destinazione senza essere attaccato dalla Regia Marina. Il 14 dicembre 1940 insieme al cacciatorpediniere Hyperion affondò il sommergibile italiano Naiade. L'equipaggio del sommergibile venne successivamente tratto in salvo. Il 10 gennaio 1941, partecipando all'Operazione Excess, che prevedeva diversi convogli contemporaneamente, insieme all'incrociatore leggero Bonaventure affrontò le torpediniere italiane Circe e Vega, affondando la seconda con un siluro dopo che era stata danneggiata dall'incrociatore.
Nel febbraio partecipò al fallito tentativo di conquistare l'isola di Castelrosso, parte del Dodecaneso, denominato Operazione Abstention. Il 28 marzo partecipò alla Battaglia di Capo Matapan. Il 21 aprile seguente partecipò al bombardamento di Tripoli (operazione MD 3). Dal 26 aprile partecipò all'evacuazione delle truppe del Commonwealth da Creta (battaglia di Creta), portata avanti sotto crescenti attacchi aerei tedeschi e italiani. Il giorno seguente venne attaccato il convoglio cui stava fornendo scorta durante il viaggio verso Alessandria; un mercantile venne affondato ma non vi furono vittime. Il 20 maggio partecipò alla difesa di Creta.
Poco dopo l'alba del 29 maggio, dopo aver completato l'evacuazione dell'isola, mentre si trovava in rotta per Alessandria venne colpita da una bomba che la costrinse a ridurre la velocità, venendo quindi distanziata dalle altre navi inglesi. Venne colpita da un'altra bomba circa cinque miglia a sud di Creta e affondò rapidamente. Morirono 76 membri dell'equipaggio e 89 vennero presi prigionieri.